# Эндрюс, Клемент Уокер
Клемент Уокер Эндрюс (13 января 1858 - 20 ноября 1930) - американский библиотекарь. Эндрюс окончил Гарвардский университет в 1880 году и работал преподавателем химии в Массачусетском технологическом институте с 1883 по 1892 год. Он работал библиотекарем в институте с 1889 по 1895 год.  Эндрюс был первым библиотекарем библиотеки Джона Крерара с 1895 года до выхода на пенсию в 1928 году. Его вклад в профессию библиотечного дела включает в себя обмен карточками-каталогами между библиотеками и печатные списки текущих периодических изданий .
Эндрюс был президентом Американской библиотечной ассоциации с 1906 по 1907 год  и президентом Американского библиотечного института с 1922 по 1924 год.

## Примечание
1. 1 2 3  Katalog der Deutschen Nationalbibliothek (нем.)
2. 1 2  https://archive.org/details/universitiesandt04cham/page/409/mode/1up
3. ↑  Clement Walker Andrews, first librarian of John Crerar Library (1895-1928). University of Chicago Library, Special Collections Research Center. Дата обращения: 12 февраля 2016. Архивировано 9 октября 2020 года.
4. ↑  Ошибка: не задан параметр |заглавие = в шаблоне {{публикация}}. — ISBN 0313299757.
5. ↑  Bay, Jens Christian (1931). Dr. Clement Walker Andrews, 1858-1930. Libraries. 36: 1–5.
6. ↑  ALA's Past Presidents. American Library Association. Дата обращения: 10 февраля 2016. Архивировано 5 октября 2018 года.
7. ↑  Public Libraries. 27. 1922. {{cite journal}}: |title= пропущен или пуст (справка)

## Внешняя ссылка
- На Викискладе есть медиафайлы по теме Эндрюс, Клемент Уокер

Шаблон:S-npo